# 空気遠近法

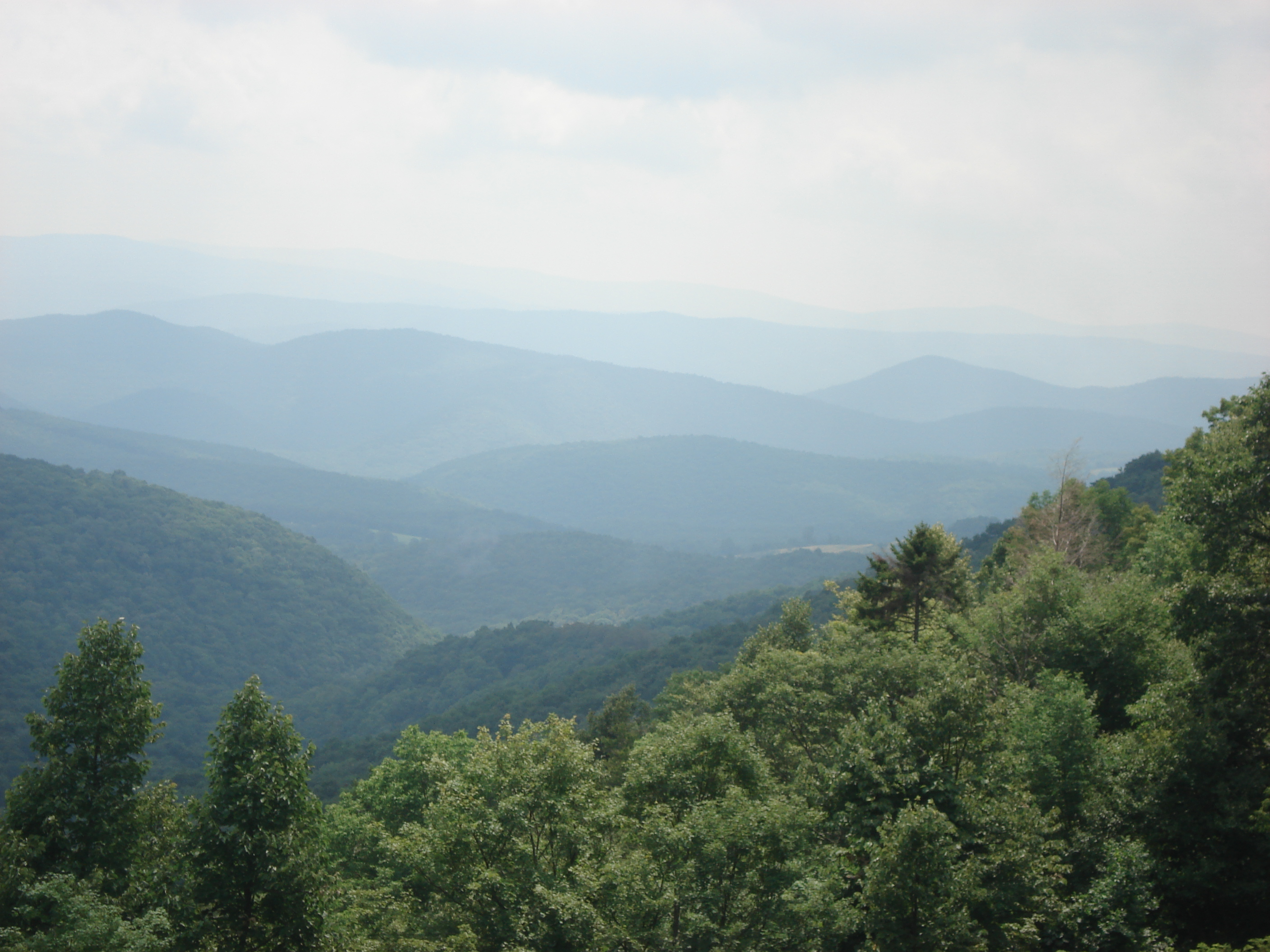
この写真ではほぼ逆光状態で撮影されたさまざまな距離にある山々によって空気遠近法の効果が強調されている。

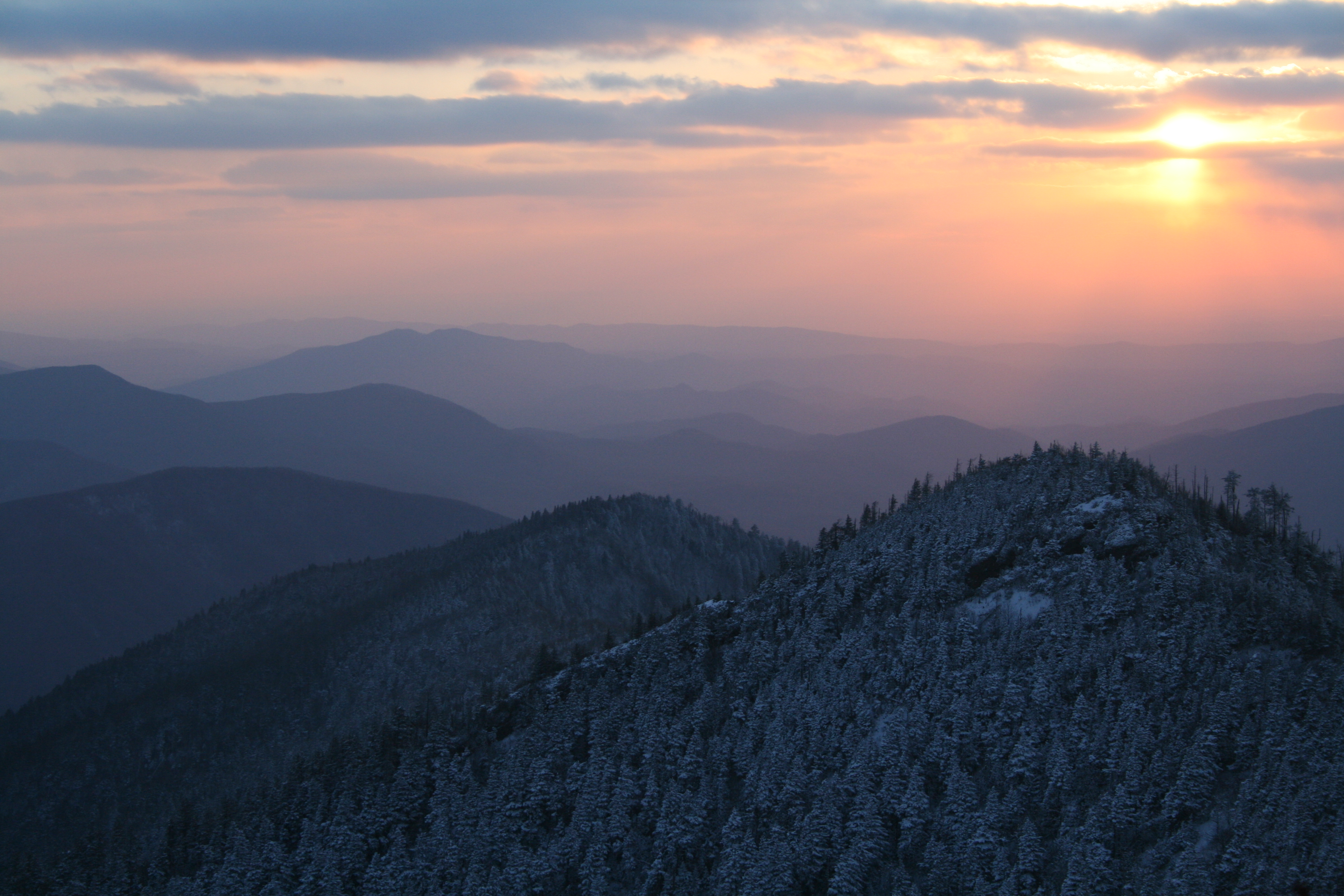
日没に向かって見た空気遠近法。レイリー散乱の結果として色が赤に変化している。

空気遠近法（、英: aerial perspective）は大気の視覚的効果を模倣し遠近感を与える技法の総称である。大気遠近法（、英: atmospheric perspective）とも。

## 概要
地球では物体と観察者との距離が離れるにつれて、物体と背景のコントラストが低下し、物体内のマークや細部のコントラストも低下する。物体の色も彩度が低下し、空の色に近づく。また空は通常は青みがかっているが、日の出や日の入りの前後は赤みがかる。ヒトはこれらの手がかりから遠近感を得ている。
視覚芸術においてこれを模倣する（＝遠景と認識させたい領域に前記の表現をする）ことで作品に遠近感を与える手法が空気遠近法である。空気遠近法では大気の様々な効果を模倣する（⇒ #技法と表現）。遠近法のなかでも比較的歴史のある手法である（⇒ #歴史）。

## 技法と表現
大気が物の見え方に与える影響は多岐に渡る。空気遠近法に含まれる具体的な技法・表現の一例として以下が挙げられる：
- ボケ/霞み/詳細度: 遠景ほど形態をぼやかして描く[2]
- 色彩: 色彩をより大気の色に近づけて描く

## 歴史
大気遠近法は、紀元前30年ごろに遡るポンペイ四様式の1つであるポンペイ第二様式のフレスコ画で使用されている。注目すべき例としては、イタリアのプリマポルタにあるリウィアのヴィラの庭園の部屋のフレスコ画や、1世紀のパリのイダ山にあるポンペイ様式のフレスコ画などがある。
大気遠近法の効果については、レオン・バッティスタ・アルベルティやレオナルド・ダ・ヴィンチなどの博学者によって、正確さの度合いはさまざまであるが説明が記録されている。レオナルド・ダ・ヴィンチは、「受胎告知」、「モナ・リザ」、「最後の晩餐」など、多くの絵画で空気遠近法を使用し、効果を正確に描く技法を紹介した。これは、彼の弟子であるレオナルド・デスキによって採用された。美術史家は、ラファエロなど同時代の一部の芸術家の作品には空気遠近法が欠けていると指摘している。ただし、ラファエロは、レオナルドが同時期に導入したスフマート法を採用した。
空気遠近法は15世紀のオランダの絵画でも使用された。東洋の水墨画でも見られる。

## 光学
空気遠近法は科学的にはレイリー散乱という物理現象で説明される。日中の物体の外観に影響を与える主な要素は、観察者の視線に届く光の散乱、つまり天空光である。散乱は空気の分子から発生するほか、水蒸気や煙などの大気中の大きな粒子からも発生する。散乱により、天空光が物体からの光にベールのような明るさとして加わり、背景の天空光とのコントラストが低下する。天空光には通常、他の波長よりも短波長の光が多く含まれる (これが空が通常青く見える理由である)。そのため、遠くにある物体は青みがかって見える。
この効果は空気により起こるため、より多くの空気を挟んだ遠景は空気の効果をより強く受ける。つまり空気の効果は遠近で強さが異なる。これが遠近感のもととなっている。